# Chiesa di Santa Maria della Purità al Vomero
La chiesa di Santa Maria della Purità al Vomero è una delle chiese storiche di Napoli; sorge nella parte alta di via Salvator Rosa, nelle vicininaze delle rovine del ponte di epoca romana.

## Storia e descrizione
La struttura religiosa trae le proprie origini verso la fine del XVII secolo. Fu ceduta, nel 1719 da Tommaso Porzio, al conservatorio fondato da Agnelo Capestrice (1639); questi, lo eresse per tenervi agli studi le sette figlie dei suoi colleghi, e proprio per questo motivo la struttura di culto è denominata anche "chiesa re nutare" (chiesa dei notai).
Il suo interno, a pianta rettangolare e transetto, è caratterizzato da un'agile cupola. Vi si trovano anche due altari con le statue di San Vincenzo Ferrer e del Sacro Cuore di Gesù, un pulpito marmoreo e l'organo. L'altare maggiore, in raffinato stile rococò, è sovrastato dalla tela raffigurante la Vergine della Purità con Santi di Nicola Maria Rossi; della bottega di Rossi, sono gli altri dipinti settecenteschi raffiguranti Sant'Andrea, San Michele e l'Adorazione dei Magi. Inoltre, ricordiamo anche il crocifisso e l'Ecce Homo lignei.